# ديوان الخدمة المدنية (الأردن)
تم إنشاء ديوان الخدمة المدنية، بعد صدور قانون ديوان الموظفين المدنيين رقم (11) لسنة 1955 في 1 ابريل نيسان ومباشرة رئيس الديوان أعماله في الأول من أيار 1955 استجابة للتطورات والمستجدات التي واكبت التطور الكبير الذي شهده جهاز الإدارة العامة، في الفترة التي أعقبت إعلان المملكة الأردنية الهاشمية وتوحيد الضفتين عام 1950، وصدور الدستور الحالي في عام 1952، وما رافق ذلك من توسع أفقي وعامودي في أعداد الأجهزة الحكومية المعنية بتقديم مختلف أنواع الخدمات للمواطنين.

## الرؤيــة
تتمثل أهداف ديوان الخدمة المدنية برؤيته وهي: الريادة والتميز في إدارة الموارد البشرية والوظيفة العامة في أجهزة الخدمة المدنية والكفاءة والنزاهة والعدالة في تقديم الخدمة للمواطن والمجتمع.

## الرسالة
تنظيم شؤون الوظيفة العامة وتطويرها بأبعادها البشرية والإجرائية والقانونية وإدارة الموارد البشرية في الخدمة المدنية، من خلال تعزيز المؤسسية والتعاون مع الشركاء والدوائر المعنية واستخدام نظم المعلومات، وبناء القدرات وإدارة المعرفة وتراكمها في الخدمة المدنية، وتعزيز منهجية المبادرة والتميز والإبداع، والإشراف على حُسن تطبيق التشريعات الناظمة لشؤون الوظيفة العامة، وترسيخ مبادئ العدالة والمساواة والشفافية. 

## اجراءات التوظيف
- استلام طلبات التوظيف وتدقيقها وادخالها على جهاز الحاسوب مصنفة حسب المؤهل العلمي والمحافظة والجنس.
- إصدار كشف تنافسي أساسي يشمل جميع طلبات التوظيف التي قدمت له وفقاً للمعايير التي تحددها تعليمات اختيار وتعيين الموظفين والتي تعتمد بشكل أساسي على معياري الكفاءة والأقدمية.
- استلام نماذج طلب تعبئة الوظائف الشاغرة التي ترد من الوزارات والدوائر والمؤسسات الحكومية ودراستها والترشيح لتعبئتها وفقا لمنهجيتين مختلفتين:
  - المنهجية الأولى: الترشيح المباشر من خلال كشوفات التنافس للوظائف الشاغرة في وزارة التربية والتعليم والوظائف المهنية في وزارة الصحة بواقع شخص واحد للوظيفة الشاغرة الواحدة لاخضاعه للمقابلة الشخصية.
  - المنهجية الثانية: ترشيح ستة اشخاص للشاغر الواحد واخضاعهم لامتحان تنافسي وذلك حسب مجموع نقاطهم التنافسية ويتم على ضوء نتائج هذا الامتحان ترشيح ثلاثة اشخاص من الناجحين الحاصلين على اعلى المجاميع (مجموع علامة الامتحان التنافسي + مجموع النقاط التنافسية) للمقابلات الشخصية التي تجري في الدوائر المعنية ليتم على ضوء هذه المقابلة اختيار الشخص الأكثر كفاءة، وقد خصصت الاسس (%40) من العلامة للامتحان التنافسي و(%50) من النقاط التنافسية (اقدمية التخرج وتقديم الطلب والمعدل والشهادة العلمية والثانوية العامة) و (%10) للمقابلة الشخصية.

## الإدارة

متوسط

تسلم إدارة الديوان العديد من الشخصيات الأردنية أبرزهم باسم الساكت

## وصلات خارجية
- الموقع الرسمي لديوان الخدمة المدنية الأردني
- الاستعلام عن رقم التوظيف من خلال الرقم الوطني